# Orchestina thoracica
Orchestina thoracica là một loài nhện trong họ Oonopidae.
Loài này thuộc chi Orchestina. Orchestina thoracica được Xing Xu miêu tả năm 1987.